# Rui Vitória
Rui Carlos Pinho da Vitória (* 16. April 1970 in Alverca do Ribatejo) ist ein ehemaliger portugiesischer Fußballspieler und -trainer.
Er begann als Trainer mit Stationen u. a. bei CD Fátima und FC Paços de Ferreira, bevor er nach Guimarães kam. Rui Vitória führte das Team von Vitória Guimarães seit der Spielzeit 2011/12 und gewann 2013 mit dem Club die Taça de Portugal gegen Benfica Lissabon. 2015 wurde er bei Benfica Nachfolger von Jorge Jesus.
In seiner Amtszeit feierte er einige Erfolge, so wurde er u. a. zweimal Portugiesischer Fußballmeister. In der Saison 2015/16 wurde er zum besten Trainer der Primeira Liga gewählt.
Am 4. Januar 2019 wurde Rui Votória entlassen. Am 8. Januar 2019 berichtete „O Jogo“, dass Rui Vitória nach Saudi-Arabien zu al-Nassr wechselt. Vom 21. Mai bis zum 15. Dezember 2021 war er Trainer von Spartak Moskau.
Am 7. November 2022 übernahm Vitória die Ägyptische Fußballnationalmannschaft. Nach dem Ausscheiden im Achtelfinale des Afrika-Cups 2024 wurde Vitória am 4. Februar 2024 entlassen.
Am 31. Oktober 2024 übernahm Vitória die griechische Mannschaft Panathinaikos FC.